# Port lotniczy Namibe
Port lotniczy Namibe – międzynarodowy port lotniczy położony w Moçâmedes, w Angoli.

## Linie lotnicze i połączenia
| Linia Lotnicza       | Kierunek             |
| -------------------- | -------------------- |
| TAAG Angola Airlines | 1. Luanda 2. Ondjiva |